# 伊利目単于
伊利目単于（呉音：いりもくぜんう、漢音：いりぼくせんう、拼音：Yīlìmùchányú、？ - 紀元前49年）は、中国前漢時代の匈奴の対立単于。匈奴における分裂時代の対立単于のひとりで、屠耆単于の小弟。姓は攣鞮氏、名は不明。

## 生涯
はじめ彼は呼韓邪単于の側近であったが、呼韓邪単于が漢に投降すると、右地（西部）に逃亡し、2人の兄の余兵数千人を得て、自立して伊利目単于となった。
黄龍元年（前49年）、郅支単于は南下した呼韓邪単于がすぐに戻ることはあるまいと考え、右地（西部）に進軍したところ、伊利目単于と遭遇し、戦闘となり、伊利目単于を殺し、その兵5万余人を併合した。

## 参考資料
- 『漢書』（匈奴伝下）